# Pelahustán
Pelahustán – gmina w Hiszpanii, w prowincji Toledo, w Kastylii-La Mancha, o powierzchni 44,39 km². W 2011 roku gmina liczyła 380 mieszkańców.